# Pachydema girardi
Pachydema girardi är en skalbaggsart som beskrevs av Baraud 1982. Pachydema girardi ingår i släktet Pachydema och familjen Melolonthidae. Inga underarter finns listade i Catalogue of Life.